# Герб Павлоградського району
Герб Павлогра́дського райо́ну — офіційний символ Павлоградського району Дніпропетровської області.

## Опис
Герб являє собою щит французької форми — прямокутник із заокругленими нижніми кутами та загостренням в основі. Фоновими кольорами герба є жовтий і блакитний кольори, як символи національного прапора України.
У верхній частині герба на фоні блакитного кольору (небо) зображений схід сонця, який стилістично поданий у вигляді квітки соняшника.
У нижній частині герба на фоні жовтого кольору (поле) розташоване стилістичне зображення вугільних териконів, що підкреслює розташування на території району шахт Західного Донбасу.
Бокове оздоблення нижньої частини герба — колос хлібу та сонце у вигляді квітки соняшника, яке сходить над териконами, підкреслює основну сферу діяльності району — агропромисловий комплекс.
Цифри «1923» у нижній частині герба — рік створення Павлоградського району після адміністративної реформи.